# دليل الطهو
دليل الطهو Le Guide culinaire (
تنطق بالفرنسية: [lə ɡid kylinɛ:ʁ]
) كانت أحد محاولات أوغسطين أوسكوفير لتدوين وتنظيم وصفات المطبخ الفرنسي وتقنياته.

## تاريخ
طبعت الطبعة الأولى في عام 1903 باللغة الفرنسية،  وصدرت الطبعة الثانية في عام 1907، والثالثة في عام 1912،  أما الطبعة الرابعة وهي الحالية فصدرت في عام 1921.
يحتوي الكتاب على العديد من الوصفات التي طورها أوسكوفير أثناء عمله في سافوي بلندن، ولاحقًا في فندق الريتز كارلتون في باريس. احتفظ بوصفاته على بطاقات الملاحظات. أنشأ غالبية الوصفات وسماها باسماء رعاة مشاهير من الملوك والأثرياء والفنانين. بعد تركه لفندق سافوي في عام 1898، بدأ العمل على الكتاب.

## الاستخدام
طبعت النسخة الأصلية من الكتاب لإستخدام الطهاة المحترفون والعاملون في المطبخ. تحدثت مقدمة أوسكوفير في الطبعة الأولى من الكتاب عن أن الكتاب موجه لتعليم الجيل الجديد من الطهاة الصغار. ما زال الكتhب يستخدم في العديد من مدارس الطهي كأحد أهم المراجع في عالم الطهي.